# Флорина
Флорина або Лерин (грец. Φλώρινα, болг. і мак. Лерин) — місто у північно-західній Македонії, столиця ному Флорина. Розташована за 573 км від Афін і за 160 км від Салонік, в історико-географічній області Пелагонія.

## Інші назви міста
Візантійська назва Флорини — Хлерінон (грец. Χλέρινον — повний зелені). Наприкінці візаниійського періоду іноді вона литанізувалась як лат. Florinon. У документальних згадках місто зустрічається під іменем Хлеріна тур. Chlerina. Слов'янські ж народи Балкан і донині називають місто Лерином, опускаючи перший звук «х».

## Історія
Місто засноване на місці античного міста, знищеного пожежею в 1 столітті до н. е.. У візантійську добу місто відродилось. Воно стало одним із центрів на Ігнатієвій дорозі.
Після підкорення Візантії турецька влада намагалась асимілювати грецьке населення Флорини, переселяла сюди турків. Однак вже у 18 столітті грецьке населення кількісно значно перевищувало турецьке. Проте цей період не дозволив місту досягти значного економічного та культурного розвитку, оскільки значні сили населення витрачалися на опір асиміляції.
|                                |
| Головна вулиця сучасного міста |

|                |
| Флорина у 1912 |

## Населення
| Рік  | Місто  | Муніципалітет |
| ---- | ------ | ------------- |
| 1981 | 12,573 |               |
| 1991 | 12,355 | 14,873        |
| 2001 | 14,985 | 17,500        |

## Визначні місця
- Археологічний музей Флорини[3]
- Візантійський музей Флорини[4]
- Музей сучасного мистецтва[5]

## Відомі особистості
В поселенні народилась:
- Елпіда Караманді (1920—1942) — македонська партизанка.